# Dendrobium celebense
Dendrobium celebense är en orkidéart som beskrevs av Johannes Jacobus Smith. Dendrobium celebense ingår i släktet Dendrobium, och familjen orkidéer. Inga underarter finns listade i Catalogue of Life.